# Granfors pappersbruk
Granfors pappersbruk (1840-1870) var ett lumppappersbruk som var anlagt vid Närpes å i Övermark i Närpes socken. 
Kommerserådet Johan Grönberg hade tidigare hållit ett pappersbruk i Jungsund i Korsholms  socken men den svaga vattenkraften där fick honom att söka en bättre plats för ett pappersbruk. En sådan fann han i Granfors i Övermark och han började i mitten av 1830-talet köpa upp hemman i trakten så att han till slut ägde ett sammanhängande område om 120 ha. Själva forsen köpte han av Övermark bys samfällighet och fick ett privilegium år 1840 på ett pappersbruk med tre valsar. Fallhöjden i forsen sades vara 4 alnar men spärrdammen fick vara bara 2 alnar hög för att inte hota den flacka omgivningen med översvämningar. Bruksbyggnaden uppfördes i tre våningar öster om forsen liksom två byggnader för brukets personal. Området kompletterades med en fajansfabrik tre år senare. Arbetskraften var gemensam för fabrikerna eftersom pappersbruk inte kunde fungera under köldperioden. Då arbetarna var som flest, åren 1848-1858 uppgick de till 7-8 personer. Johan Grönberg avled 1845 och efterträddes som brukschef av sin son Adolf Grönberg.
Brukets produkter var till sin kvalitet rätt goda och sålde bra i norra Finlands städer. Problem gav den ständiga bristen på lump och bruksdammens hållbarhet. Dammen var så svag att den måste repareras varje år efter islossningen. År 1852 såldes pappersbruket till J.C. Frenckell & Son och kom så att lyda under Tammerfors pappersbruk. Konkurrensen från bland annat ryskt papper gjorde att man från 1860-talets början riktade in brukets produktion nästan enbart på grova papper som förhydnings- och takpapp. Under högvattenstider sändes åren 1864-1866 några arbetare från Tammerfors till Granfors för att tillverka bokbindarpapp. Tiden för handslagning av papper började då vara slut och det sista papperet tillverkades i Granfors 1870, då också fajansfabriken lades ned. Pappersbrukets fabriksbyggnad brann ned 1873.